# Гриб, Виктория Александровна
Виктория Александровна Гриб (укр. Вікторія Олександрівна Гриб; род. 19 июня 1968, село Софиевская Борщаговка, Киево-Святошинский район, Киевская область) — украинский политик, народный депутат Украины 9-го созыва. Председатель Подкомитета Верховной Рады по вопросам энергетической безопасности, член Комитета Верховной Рады Украины по вопросам энергетики и жилищно-коммунальных услуг.

## Биография
Родилась 19 июня 1968 года в селеСофиевская Борщаговка Киевской области. Детство и юность прошли в Мариуполе, куда семья Виктории Гриб переехала сразу после её рождения.
Образование высшее.
В 1992 году окончила Киевский университет им. Тараса Шевченко. Специальность «романо-германские языки и литература». 
В 2000 году окончила Международный институт менеджмента по специальности «Магистр бизнес-администрирования».
С 1991 по 1993 год работала на кафедре английского языка факультета естественных наук Киевского университета им. Тараса Шевченко.
С 1993 по 2009 год работала на разных должностях в Агентстве США по Международному развитию (USAID).
С 2009 по 2012 год — менеджер по корпоративной ответственности ООО «ДТЭК».
С 2012 по 2018 год — руководитель департамента социального развития ООО «ДТЭК».
С 2018 по 2019 год — руководитель направления по устойчивому развитию ООО «ДТЭК Энерго».

## Общественная деятельность
С 2012 по 2015 год — председатель рабочей группы по экологическим вопросам Глобального договора ООН; с 2011 по 2019 год — член управляющего комитета Глобального договора ООН.
С 2011 по 2019 год — председатель Координационного Комитета социального партнерства ДТЭК, в составе которого представители компании, главы районов и мэры 18 городов присутствия ООО «ДТЭК».
С 2012 по 2019 год — член Наблюдательных советов Агентств по экономическому развитию в 9 городах Украины на востоке и западе страны.

## Политическая деятельность
В 2014 году — на выборах в Верховную Раду — кандидат в народные депутаты от партии «Оппозиционный блок», № 41 в списке. На время выборов: руководитель по социальному развитию ООО «ДТЭК», беспартийнaя.
Была советником мэра города Доброполье Донецкой области Андрея Аксёнова, куратором социальных проектов компании «ДТЭК Энерго» и городской власти Доброполье, в 2019 году занималась тем же в городе Счастье.
Кандидат в народные депутаты от партии «Оппозиционный блок» на парламентских выборах 2019 года (избирательный округ № 105, Жовтневый район, часть Каменнобродского района г. Луганска, часть Новоайдарского района). На время выборов: руководитель направления по устойчивому развитию ООО «ДТЭК Энерго», беспартийная.
По итогам обработки 100% протоколов 105-го мажоритарного округа Виктория Гриб получила 39,63% голосов избирателей, а представитель партии «Оппозиционная платформа — За жизнь» Сергей Медведчук, родной брат Виктора Медведчука — 31,68%.
Председатель Подкомитета Верховной Рады по вопросам энергетической безопасности, член Комитета Верховной Рады по вопросам энергетики и жилищно-коммунальных услуг. Глава межфракционного депутатского объединения «Справедливая трансформация угольных регионов». Автор законопроектов в поддержку медицинской и образовательной отраслей, угольной промышленности, социальной поддержки шахтёров и трансформации угольных регионов. Инициатор увеличения финансирования программ поддержки угольной отрасли.
Инициатор проекта закона об обязательной предварительной оценке прогнозного влияния всех внесенных в Верховную Раду законопроектов на ключевые экономические показатели государства в среднесрочной перспективе 3-5 лет.
4 сентября 2020 года включена в список украинских физических лиц, в отношении которых российским правительством введены санкции.
С началом вторжения России на Украину инициировала законопроект «О возмещении ущерба причинённого потерпевшему в результате вооружённой агрессии Российской Федерации».
Активно сотрудничает с международными гуманитарными и донорскими организациями, обращая внимание на необходимость поддержки Украины.
С момента избрания народным депутатом — последовательный критик импорта электроэнергии из России и Белоруссии. В январе 2021 года отметила, что возобновление импорта тока из Белоруссии и России чревато крахом украинской энергосистемы. В апреле 2021 года заявила, что импорт электроэнергии из России и Белоруссии нанёс Украине ущерб на 1 млрд грн.

## Семья и личная жизнь
Живёт в селе Софиевская Борщаговка Киево-Святошинского района Киевской области.
Замужем. Воспитывает дочь. Свободно владеет английским языком.